# چن حایجی
چن حایجی (انگلیسی: Chen Huijia؛ زادهٔ ۵ آوریل ۱۹۹۰) شناگر اهل چین است.
وی برنده مدال طلای جهانی است.